# Hannelore Lee-Jahnke
Hannelore Renate Lee-Jahnke (* 1945 in Bad Lauterberg) ist eine schweizerische Sprach- und Übersetzungswissenschaftlerin deutscher Herkunft. Sie lehrt als Universitätsprofessorin an der FTI (Faculté de Traduction et d’Interprétation) der Universität Genf. Lee-Jahnke ist seit 2006 Präsidentin der Conférence Internationale Permanente d'Instituts Universitaires de Traducteurs et Interprètes (CIUTI).

## Studium
Nach dem Studium der italienischen Sprache erlangte Lee-Jahnke im Jahre 1966 das Diplom der Italienischen Sprache (Diploma di Lingua Italiana) in Perugia. Daraufhin folgte das Studium der Übersetzungswissenschaften mit den Sprachen Deutsch, Französisch und Englisch an der Universität Genf, das sie 1969 mit dem Diplôme de Traducteur (Übersetzerdiplom) abschloss. 1972 erhielt sie außerdem das Übersetzerdiplom für die italienische Sprache. Daraufhin folgte ein Studium der englischen und italienischen Philologie sowie der Philosophie an der Universität Genf, welches Lee-Jahnke mit der Licence ès Lettres abschloss.
1982 erlangte Lee-Jahnke den Doktortitel an der Universität Paul Valéry in Montpellier. Der Titel ihrer Doktorarbeit lautet D.H. Lawrence et la Psychanalyse.

## Beruflicher Werdegang
Nach einer mehrjährigen Festanstellung trat Hannelore Lee-Jahnke ihre Stelle als Dozentin an der ETI (École de Traduction et d’Interpretation, seit 2011: FTI – Faculté de Traduction et d’Interprétation) der Universität Genf an, die sie bis heute innehat.
Hannelore Lee-Jahnke ist seit 2006 Präsidentin der CIUTI und seit 2000 Vorsitzende des Ausschusses für Ausbildung und Qualifizierung von Übersetzern der Fédération Internationale des Traducteurs (FIT). Außerdem war Hannelore Lee-Jahnke zwischen 2008 und 2010 Leiterin der ETI Genf.
Neben ihrer wissenschaftlichen Arbeit und Lehrtätigkeit ist Hannelore Lee-Jahnke als freiberufliche Übersetzerin und Lektorin u. a. bei der UNO tätig.

## Lehrbereiche
- Methodologie der Übersetzung
- Übersetzung und Kommunikation
- Juristische Übersetzung
- Wirtschaftsübersetzung
- Sprachanalyse
- Medizinische Übersetzung

## Forschungsschwerpunkte
Die Schwerpunkte der Forschung von Hannelore Lee-Jahnke liegen auf dem Gebiet der Lehre. Sie beschäftigt sich in der besonderen Maße mit der Übersetzungsdidaktik und der Evaluierung.
Ein aktuelles Projekt ist u. a. ein interdisziplinäres Forschungsprojekt mit der Abteilung für Neurolinguistik der Universität Genf.

## Mitgliedschaften
- Conférence Internationale permanente d’Instituts universitaires de Traducteurs et Interprètes (CIUTI)
- Fédération Internationale des Traducteurs (FIT)
- Association canadienne de Traductologie (ACT)
- Association des Traducteurs jurés (ASJT)
- Association Suisse des Traducteurs, Terminologues et Interprètes (ASTTI)
- Bund der Übersetzer und Dolmetscher (BDÜ)
- European Society for Translation Studies (EST)
- Internationale Vereinigung für Sprache und Wirtschaft (IVSW)
- Gesellschaft für Technische Kommunikation (TEKOM)

## Ämter
- Präsidentin der CIUTI
- Vorsitzende des Ausschusses für Ausbildung und Qualifizierung von Übersetzern der Fédération Internationale des Traducteurs (FIT)

## Publikationen (Auswahl)
- Medical dictionary, anglais-allemand, Eichhorst Verlag, Berlin 1989
- Terminologie de la traduction, Translation terminology, Terminología de la traducción, Terminologie der Übersetzung; glossaire quadrilingue de la didactique de la traduction, John Benjamins, Amsterdam 1999 (mit Delisle, Jean und Cormier, Monique)
- Am Schnittpunkt von Philologie und Translationswissenschaft; Peter Lang, Bern 2010 (mit Prunc, Erich)